# Școala înaltă de călărie
Școala înaltă de călărie (sau Alta Escuela) este dresajul ecvestru de cel mai dificil grad din cadrul dresajului clasic. 
Se împarte în:
- Școala înaltă de dresaj ecvestru la sol

- - Galopiruetă
  - Piaf (dresaj)
  - Pasaj (dresaj)
  - Redop
  - Pas spaniol
  - Terre à Terre

- Școala înaltă de dresaj ecvestru deasupra solului

- - Balotadă
  - Curbetă
  - Crupadă
  - Falcadă
  - Capriolă
  - Lansadă
  - Levadă
  - Mezair
  - Pesadă

Instituții de dresaj înalt:
- Școala spaniolă de călărie de la Viena
- Cadre Noir la Saumur, Franța
- Școala regală andaluză de călărie (specializată în dresaj spaniol)
- Școala portugheză de dresaj ecvestru